# Jerzy Puzyna
Jerzy Puzyna herbu Oginiec – podkomorzy włodzimierski w latach 1633–1639, łowczy wołyński w latach 1628–1633.
Był elektorem Władysława IV Wazy z województwa wołyńskiego w 1632 roku.  Był posłem na sejm konwokacyjny 1632 roku z województwa wołyńskiego. Poseł na sejm 1638 roku.
Był wyznania prawosławnego.